# Cryptopsaras couesii
Cryptopsaras couesii är en fiskart som beskrevs av Gill, 1883. Cryptopsaras couesii ingår i släktet Cryptopsaras och familjen Ceratiidae. Inga underarter finns listade i Catalogue of Life.
Arten uppvisar en extrem könsdimorfism. Hanarna är bara en bråkdel så stora som honorna och måste finna en hona att fästa sig vid, där han lever som parasit och spermaproducent.